# WPAN
|  | Sammenskrivningsforslag Artiklerne PAN (datanet), WPAN er foreslået sammenskrevet. (Siden juni 2020) Diskutér forslaget |

WPAN (wireless personal area network) er en betegnelse for et trådløst netværk, der rækker indenfor en person. Fx en mobiltelefon med et trådløst headset, et sådant netværk er kun relevant for én person og er derfor et WPAN.